# کشتی در معرض خطر غرق‌شدگی
کشتی در معرض خطر غرق‌شدگی (آلمانی: S.O.S. Schiff in Not؛ ‏ انگلیسی: Ship in Distress) یک فیلم درام صامت آلمانی به کارگردانی کارمینه گالونه است که در سال ۱۹۲۹ میلادی منتشر شد.

## بازیگران
- لیانه هاید
- لئوپولد فون لدبور
- رایموندو وان ریل